# Gorenja vas pri Šmarjeti
Gorenja vas pri Šmarjeti je naselje u slovenskoj Općini Šmarješke Toplice. Gorenja vas pri Šmarjeti se nalazi u pokrajini Dolenjskoj i statističkoj regiji Jugoistočnoj Sloveniji. 

## Stanovništvo
Prema popisu stanovništva iz 2002. godine naselje je imalo 197 stanovnika.